# Яблінки
Яблінки (пол. Jablonki) — давнє українське село на перетині етнічних українських територій Лемківщини і Бойківщини. Зараз знаходиться в гміні Балигород, Ліського повіту в Підкарпатському воєводстві. Розташоване в пасмі гір Західних Бескидів, недалеко від кордону зі Словаччиною та Україною.
Розташоване на річці Яблінка. Село розташоване за 10 км на південь від м. Балигород, за 24 км на півні від м. Лісько.

## Походження назви
Згідно зі словником Грінченка — «яблінка», множ. «яблінки», ж. Ум. від «яблінь». В свою чергу — «яблінь», множ. «яблоні», ж. = «яблуня».
Інші назви, які зустрічаються в документах, картах тощо — Яблонкі, Яблонка.

## Історія
Село Яблінки вперше в документах зустрічається в 1496 році, користувалось Волоським правом. До 1496 — правом руським. Ймовірно, люди жили на теренах села ще з часів Київської Русі.
Після загарбання земель русичів польською короною, з 15 ст. польські королі починають «дарувати» землі простих людей своїм підданим. Вільні русичі потрапляють в залежність до васалів короля.
Яблінки подаровані роду Баль.
Згідно з реєстром власників землі за 1640 рік Адаму Балю належало м. Балигород з 9 селами, у тому числі с. Яблінки. Петро Баль отримав спадщину Адама. Петро помер в 1646 році. З цього року його син, Олександр (помер 1665 р.) отримав у спадщину 25 поселень, серед яких і с. Яблінки, про що відомо з податкового реєстру 1663 року. В 1648 році його дядько Самуель Баль побудував дорогу і проклав шлях з Балигорода через Яблінки до Тісної і далі до кордону з Угорщиною. Після смерті Олександра Баля спадок об'єднав Самуель.
В 1656–1660 землі Сяніку (с. Яблінки в складі) страждали від великих повеней.
У 1672 році сталася найбільша в історії земель Сяніку навала кримських татар. Було зруйновано 85-95 % будівель. Ці лиха призвели до депопуляції цих земель, наприклад, в с. Яблінки залишилось 8 будинків.
Один із трьох синів Стефана Баля — Іоан IV — в 1690 успадкував свого батька й отримав Балигород разом із селами, належними до нього, у тому числі Яблінки. Він зробив багато зусиль, щоб поліпшити економічний стан своїх володінь. У 1711 році його володіння успадкував 3-й син — Ігнатій Баль (помер 1715 р.). Після судових справ, спадкоємницею стала сестра Ігнатія — Соломія Каршницька. З чоловіком Станіславом вона мала 3-х синів — Антонія, Ігнація і Петра, які після смерті матері розділили її спадок між собою. «Ключі» Балигорода та навколишніх сіл отримав старший син Антоній. Один із братів Каршницьких отримав с. Бистре з фільварком і с. Яблінки з двором і фільварком, але не зміг утримувати цей спадок і незабаром кожне з його сіл були продані різним власникам.

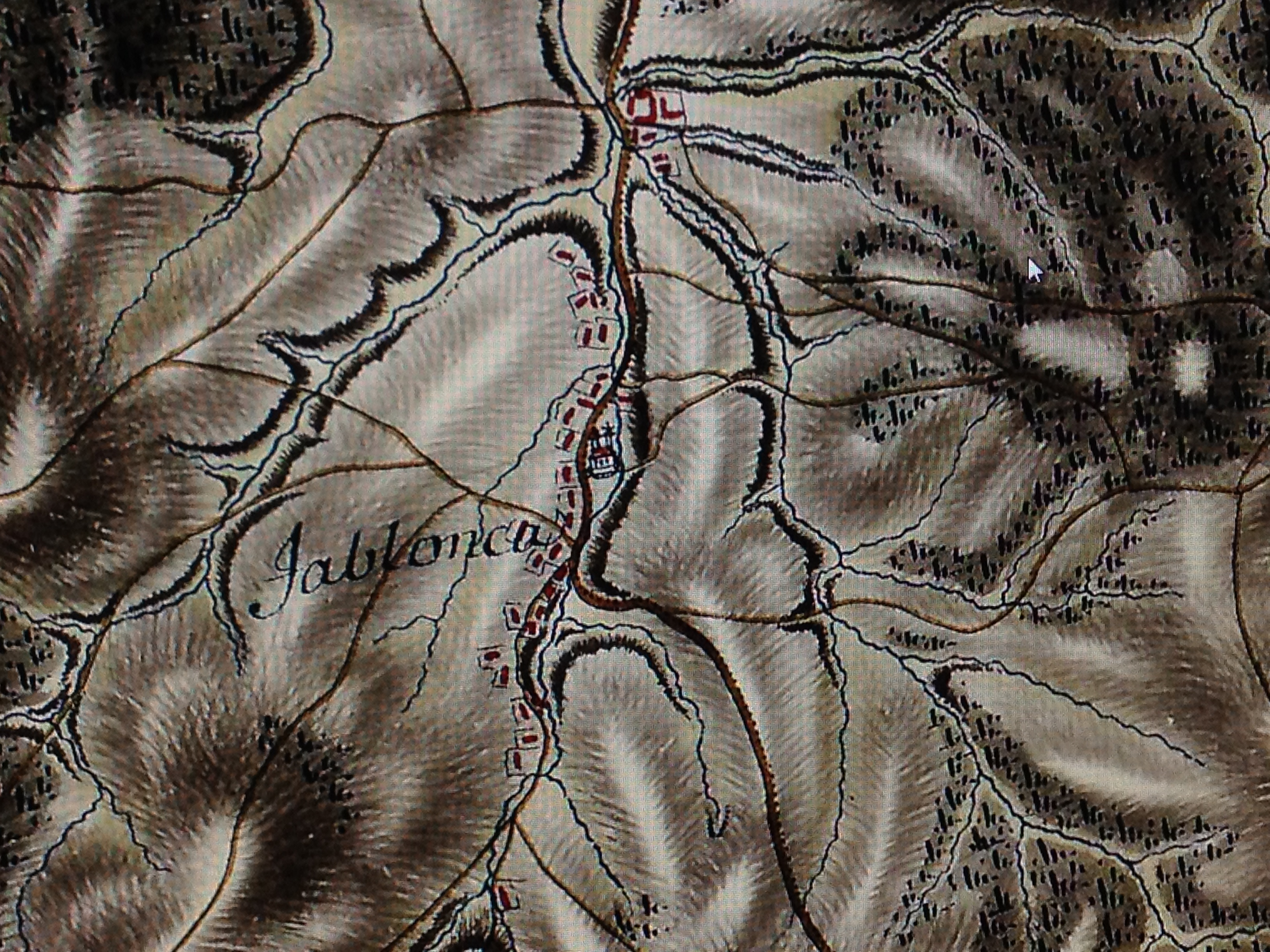
Яблінки на карті 1779 року

На 1785 році селу належало 22,18 км² земельних угідь і проживало 218 греко-католиків і 17 римо-католиків.
Село належало роду Балів до середини XVIII ст, а пізніше належало Урбанським та Солдачинським. В 1787–1799 р.р. власником Яблінок і Колониць був Каєтан Урбанський (пол. Kajetan Urbanski), генерал (роки життя — 1770–1800), згодом — Ігнацій Урбанський (пол. Ignacius Urbanski).
Згідно з австрійськими кадастровими відомостями 1787 року в Яблінках були такі ниви — Огороди, Горб, Пасів, Пражорів (?). Відомості по селу підписані власником Урбанським, війтом села Грицем (Григорієм) Бензаком (Бензою), Андрієм Хенином (?) і Гаврилом Бензаком (Бензою).
К. Слюсарек у роботі «Дрібна шляхта Галиції 1772—1848» пише, що в 1799 році в с. Яблінки проживало 10 шляхтичів і 379 інших мешканців, в 1816 їхня кількість зменшилась відповідно до 1 і 245, а в 1824 — 0 і 275.

### Прізвища мешканців у 18 столітті
З метричних книг Покровської церкви стає відомо, що в 1780-1790-х роках в с. Яблінки проживали наступні родини — Ільків, Бенза, Голик, Петрик, Мусула, Рабік, Циган, Мельник, Кавчак, Дзинберів тощо.

### ХІХ століття
Представники громади села Яблінки, які підписали документ 1838 року: Гриць Бенза (війт), Петро Гаврилко, Ілько Боднар, Гриць Петрик.
Черговим володарем с. Яблінки став Ігнацій Солдачинський з Подола (1820 — 7.10.1894), згодом його син — Тадеуш (1845-20.09.1921).
Далі місцевість перейшла до Скарбеків (Скарбкових): Олександр Скарбек з Рудок (1918 р.), потім — Феліція Скарбек зі Львова (1938 р.).
З 1772 до 1918 року село, як і край Підкарпаття з Бескидами, входило в склад Австрійської, з 1867 року — Австро-Угорської імперій; Осадництво (циркуль) Сяніцьке.

### Мешканці села
На 1819 рік згідно Францисканській метриці наділи землі мали такі господарі: Проц Василь (поле № 1), Бенза Тимко (3), Бенза Андрій (6), Рабик Семко (7), Петрик Федір (9), Петрик Лука, парох — о. Яків Іванкевич (11), Бенза Павел (12), Ілько (Ільків) Андрі (13), Яворак Василь (14), Явчак Іван (15), Йойкан (?) Іван (16), Олексів (Олекса) Іван (17), Дмитрик Матвій (18), Гондз (Hondz) Франц (19), Баволінський Геф (?) (20), Кохан Василь (21), Кохан Гнат (22), Петрик Гриць (23), Гаврилко Юско (40), Петрик Іван (24), Рабик Гриць (25), війт — Муціо Василь (26), Сирканич Петро (27), Бенза Гриць (28), Москаль Василь (29), Беднар Іван (31), Пело Іван (32), Кавчак Дацко (33), Жолнир Яцко (33), Кавчак Василь (34), Гаврилко Гаврило (35), Петрик Василь (36), Микулич Федір (37), Олексів Павло (37), Литий Василь (38).
На 1854 рік: Бенза, Банлінська, Бондарчук (?), Дмитрик (?), Гаврилко, Гавриляк, Жовнич, Ільків, Кавчак, Кохан, Микулич, Москаль, Петрик, Рабик, Садовський, Хомич, Федорко.

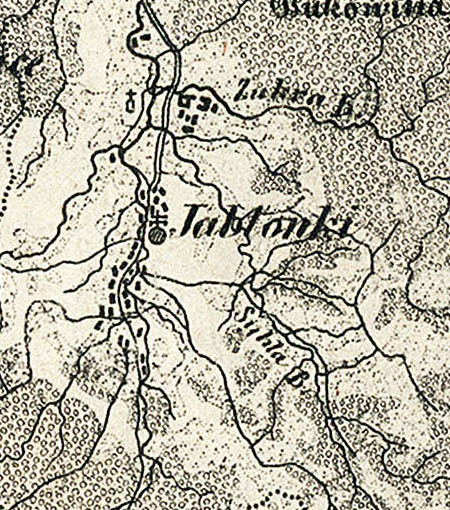
с. Яблінки на карті 1855 року

### XX століття
Наприкінці 19 — початок 20 ст. в селі мешкало 324 жителі, у тому числі 304 греко-католиків, 12 римо-католиків і 12 юдеїв.
З листопада 1918 по січень 1919 село входило до Команчанської Республіки. З січня 1919 року — в складі Польщі.
За переписом 1921 року тут було 63 будинки і 409 жителів: 327 греко-католиків (русин-українців), 77 римо-католиків (поляків, можливо й австрійців), 5 євреїв. Діяла початкова школа окремо для дівчат, окремо для хлопців. Вчитель в 1930-1940-х роках — Гацик Володимир.
В 1930-х роках громада села Яблінки обрала війтом Ільківа Івана Йосиповича. Всупереч політиці полонізації, яку проводив Польський Уряд, боровся за право вчити дітей села рідною мовою, бути українцями. Був відсторонений владою з посади. Згодом війтом призначено поляка.

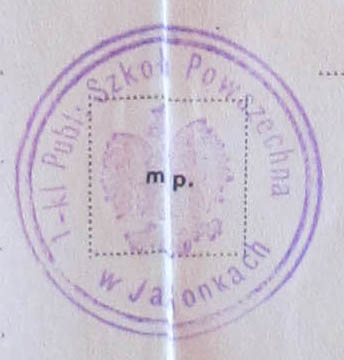
печатка школи в с. Яблінки

### Церква Покрови Пресвятої Богородиці
У центрі села, на місті старої, стояла нова дерев'яна церква Покрови ПреСвятої Богородиці 1902 року, поруч — церковний цвинтар. Нова церква була побудована на місці старої, ймовірний рік побудови — перша пол. 18 ст. Церква в Яблінках почала діяти однією з перших у Бескидах та існувала вже в 1-й пол. 18 ст. Біля церкви стояла мурована цегляна дзвіниця. В 1839 році церкву відвідав єпископ о. Снігурський.
В архіві м. Перемишль збереглись метрики с. Яблінки з 1786 по 1836 роки. На карті Галичини 1790 року с. Яблінки відмічені з церквою.

### Парохи (священики) греко-католицькі
- до 1758 р. — отець Яків Баволік (Jakub Bawolik),
- 1758 — 1789 — отець Григорій Баволік (Баволінський) (Gregorius Bawolinski),
- 1789 — ? — отець Симон Баволінський (Szymon Bawolinski),
- 1813 — 1821† — отець Яків Іванкевич (Jacobus Jwankiewicz)
- 1821 — 1830 — ?
- 1830–1832+ — отець Теодор Криницький (Teodor Krynyćkyj),
- 1834–1841 — отець Іларій Мігулевич (Ilarij Myhulewycz),
- 1841–1843 — отець Василь Сандович (Wasyl Sandowycz),
- 1843–1864± — отець Іван Гутиш (Iwan Gutyś),
- 1864-1865 — отець Юліан Полошипович,
- 1865–1878† — отець Корнилій Гутиш (Kornylij Gutyś),
- 1879–1880 — отець Олександр Полянський (Oleksander Polianśkyj),
- 1880–1925± — отець Юліан Вендзилович (Julijan Wendzyłowycz) (нар. 1841 р.),
- 1926–1946 — отець Омелян Чайківський (Omelian Czajkiwśkij) (нар. 1889 р. — пом. 1976 р.).

### Кількість вірних прихожан
- 1840 р. — 306,
- 1859 р. — 240,
- 1879 р. — 284,
- 1890 р. — 318,
- 1899 р. — 360,
- 1918 р. — 417,
- 1926 р. — 407,
- 1938 р. — 562 осіб.

Церква парафіяльна, з філією в с. Колониці, належала з 1772 р. до Деканату Балигородського, з 1912 р. — Тіснянського. З травня 1946 року церква спустошена і не діяла. Також в селі знаходилось військове кладовище загиблих під час війни 1914—1915 років.
До Другої світової війни Яблінки були відомим літнім курортним селищем, академічним курортом для студентів. Крім греко-католиків у селі на 1938 рік проживало 15 римо-католиків і 24 юдея.
В 1939 році село було окуповане німецькими військами згідно пакту Молотова-Рібентропа.
25 вересня 1944 село було окуповане радянськими військами. В період 1945–1947 рр. в цьому районі тривала боротьба між підрозділами УПА та польськими і радянським військами НКВД.

### Прізвища жителів села в 20 столітті
В 20-40-х роках 20 століття (до виселення) в селі Яблінки проживали наступні родини (за прізвищами): Бенза (декілька родин), Бабич, Беца, Боднар (декілька родин), Билович, Важна, Волох, Гаврилко (більше 5 родин), Гавриляк (до 10 родин), Галянт (більше 5 родин), Гида (декілька родин), Драгущак (декілька родин), Жовнич (декілька родин), Ільків (декілька родин), Келлер (5 родин), Кавчак, Козак, Коніч (?), Коруц, Кохан (2 родини), Лапа, Лапай, Лаврівський, Левандовський, Масула (2 родини), Матус, Мідянівський, Микулич (2 родини), Михалчак, Михалчик, Могилчак, Охніч, Петрик (більше 10 родин), Попович, Рабік (4 родини), Рогач (2 родини), Садовський, Сушко (2 родини), Шаланич, о. Чайківський (парох), Шумейда (декілька родин), Хомич (3 родини), Федорко (до 10 родин).
В споминах колишні жителі села згадували і такі прізвища або вуличні прізвиська людей, яких не знайдено в архівних документах — «Блажко», Вохнич, Гацик, Дяків, Корнілов, Крайнак, Литиків, Маринчук, Собко, Стрижак, Томен, Тимків, Циган (оздоблював інтер'єр церкви) та інші.
В селі Яблінки також були наступні будівлі: стодола (№ 10), будинок пароха № 10, школа, церковний дім (1/1), громадський дім (№ 70).
Жителі села переважно займались вирощуванням сільськогосподарських культур, скотарством — тваринництвом і різноманітними ремеслами.

### Знищення села
Все українське населення Яблінок було насильно переселене зі своїх прадавніх земель у травні 1946 року в СРСР в Тернопільську область. Молодих чоловіків ще у 1944-1945 роках було вислано на північ СРСР в сталінські концтабори на примусові роботи, в основному, на лісоповал. Решту (незначну кількість мешканців, яким вдалось уникнути переселення в 1946) також насильно переселено 1947 року під час «Операції Вісла» на новонадбані території північної Польщі.
27 березня 1947 біля вже знищених і переселених Яблінок в бою з сотнями УПА «Хріна» і «Стаха» загинув комуністичний генерал, агент НКВД Кароль Сверчевський. Про цю подію повідомили світові ЗМІ. Село Яблінки назавжди стали символом українського руху опору XX ст.
Будівлі села були спалені вояками УПА (за офіційною польською версією), а за свідченнями очевидців — вояками війська польського.
18 вересня 1952 року місцеве населення отримало дозвіл на розбирання декількох сільських церков, у тому числі Покровської в с. Яблінки, на будівельні матеріали. Покровська церква існувала в гарному стані ще в серпні 1953 року, але згодом була розібрана.
У фондах Історичного Музею м. Сянік збереглась ікона з церкви с. Яблінки 18 сторіччя з зображенням Св. Миколая. В церкві с. Острівець Теребовлянського р-ну Тернопільської обл. зберігається ікона Пресвятої Матері Божої з немовлям, поч. XX ст., двостороння, з с. Яблінок. В с. Пересадівка Миколаївської обл. зберігається Евангеліє з Покровської церкви с. Яблінки.

## Відомі люди
- о. Чайківський Омелян Володимирович (нар. 21.10.1889 в с. Явірник — пом. 1976 р. в м. Самбір) — проживав у с. Яблінки з 1925 по 1944. Капелян Галицького війська під час І-ї Світової війни, з 1924 по 1926 — адміністратор і парох церкви Св. Дмитра в с. Явірець (530 прихожан), останній парох церкви Покрови Пресвятої Богородиці с. Яблінки і філіальної Архангела Михаїла с. Колоничі (810 прихожан) — з 1925 по травень 1946 рр., до насильного переселення в СРСР.
- Ільків Іван Йосипович (нар. 08.12.1872 — пом. 1961, с. Іванівка) — народився в с. Яблінки, греко-католик, господар, обраний війтом села в 1930-х роках. Переселений в СРСР у травні 1946 року. Помер у Харківській області.
- Чайківська (Сребняк) Марія Омелянівна (нар. 30.03.1936) — народилася в с. Яблінки, донька пароха. Переселена в СРСР в 1946 році. Закінчила Педагогічний інститут в м. Познань. Працювала вчителькою в СРСР, а згодом в Польщі в с. Мехова. З 1957 проживає в Польщі. Зараз в м. Ключборг, Опольське воєводство.
- Сердюк (Ільків) Софія Петрівна (нар. 16.07.1940) — народжена в с. Яблінки. Переселена в СРСР в травні 1946 року. Вчений-агроном УСГА, педагог. Коректор і редактор видавництва «Урожай» (Київ). Начальник редакційного відділу Вищої Школи підвищення кваліфікації працівників сільського господарства України. Дружина Сердюка Анатолія Григоровича. Проживає в м. Києві.

## Сучасність
Сучасне село Яблонки не має нічого спільного з українським селом і знаходиться за 2,5 км на південь від старого поселення. Зараз у новому селі мешкає 110 осіб. На території старого села частково збереглось декілька могил і стара липа. Старий церковний цвинтар загороджено в 2004 році.
На сьогодні колишні жителі села Яблінки, їхні діти, онуки і правнуки проживають у багатьох областях України, а також незначними групами в Росії, США, Канаді, Німеччині, Польщі, Франції, Іспанії тощо.